# Выставка Соловьихи
Выставка Соловьихи — деревня в Вилегодском муниципальном округе Архангельской области.

## География
Находится в юго-восточной части Архангельской области на расстоянии приблизительно 12 км на запад-северо-запад по прямой от административного центра района села Ильинско-Подомское на левобережье реки Виледь.

## История
В 1859 году здесь (деревня Сольвычегодского уезда Вологодской губернии) было учтено 3 двора. До 2020 года входила в состав Ильинского сельского поселения до его упразднения.

## Население
Численность населения: 31 человек (1859 год), 6 (русские 100 %) в 2002 году, 6 в 2010.